# Epirrhematisk
Epirrhematisk, grekiska τό έπίρρημα, ungefär: "det som sägs efter".. Epirrhema avser den del av ett grekiskt skådespel som kom efter parabasen eller antistrofen.
Aischylos använde sig ofta av epirrhematiska körer i sina verk. I Den fjättrade Prometheus använder författaren formen på följande sätt i körens lyriska strofer och Prometheus anapestiska svarsrepliker 128-192: strof 1, anapester. Motstrof 1, anapester. Strof 2, anapester. Motstrof 2, anapester.

## Parabas
En parabas innebar att handlingen avbröts, skådespelarna lämnade scenen och kören vände sig direkt till publiken. Parabasen var normalt ett fristående innehåll, som inte hade något med skådespelet i övrigt att göra. Oftast användes en parabas för att låta författaren "tala till" publiken kring till exempel politik eller samhällsfrågor.